# 通知存款
通知存款是指客户必须按规定提前若干天通知银行才能支取的一种存款，这种存款是介于定期存款与活期存款之间的一种非交易账户存款。